# ۱۲۴۲ (خورشیدی)
سال ۱۲۴۲ هجری خورشیدی

## زادروزها
تاریخ نامعلوشیخ خزعلی
، از حاکمان پیشین خوزستان (درگذشتهٔ ۱۳۱۵).
- حسن مشار، سیاستمرد اواخر دوران قاجار و اوایل دوران پهلوی (مرگ ۱۳۲۷)
- شیخ شمس الدین برهانی،عارف و روحانی نامدار کردستان